# Azitromicina
Azitromicina é um antibiótico usado no tratamento de várias infecções bacterianas. Entre as indicações mais comuns estão no tratamento de otite média, faringite estreptocócica, pneumonia, diarreia do viajante e outras infecções intestinais. Pode também ser usada no tratamento de várias infecções sexualmente transmissíveis, incluindo clamídia e gonorreia. Em associação com outros fármacos, pode também ser usada no tratamento de malária. Pode ser administrada por via oral ou intravenosa ou endovenosa.
Os efeitos adversos mais comuns são náuseas, vómitos, diarreia e indisposição no estômago. Entre outros possíveis efeitos adversos, menos comuns, estão reações alérgicas, como anafilaxia, QT longo ou um tipo de diarreia causado por Clostridium difficile. O uso durante a gravidez não está indicado exceto em caso de necessidade expressa. A sua segurança durante a amamentação não está firmemente estabelecida, mas é provavelmente segura. A azitromicina é um antibiótico do grupo dos macrólidos. O mecanismo de ação envolve a diminuição da produção de proteínas, impedindo o crescimento das bactérias.
A Azitromicina foi descoberta em 1980 pela empresa farmacêutica da Croácia PLIVA e aprovada para uso médico em 1988. Faz parte da lista de medicamentos essenciais da Organização Mundial de Saúde, uma lista com os medicamentos mais seguros e eficazes fundamentais num sistema de saúde. A OMS classifica-a como de importância crítica para a medicina humana. Está disponível como medicamento genérico e é vendida sob diversas marcas comerciais em todo o mundo.

## Covid-19
A azitromicina foi proposta recentemente como uma alternativa potencial de tratamento contra o vírus da covid-19. Testes preliminares in vitro sugeriram alguma efetividade, mas as evidências eram poucas e de baixa qualidade. Diversos testes clínicos controlados posteriores não confirmaram a presumida eficiência. Um estudo mostrou que seu uso pode piorar a função renal em alguns pacientes de covid-19. Em dezembro de 2020, o grupo RECOVERY não encontrou nenhum benefício da azitromicina em pacientes hospitalizados com COVID-19.
Não obstante, permanece sendo prescrita por muitos médicos, e em vários canais de comunicação o medicamento ainda é divulgado como uma opção válida, seja isoladamente seja como parte de um "kit preventivo" composto de uma combinação de medicamentos onde são incluídos, por exemplo, a ivermectina e a hidroxicloroquina, mas não há base científica para apoiar o uso de nenhum desses fármacos contra a covid-19.
Por outro lado, seu uso indiscriminado e desnecessário pode causar o surgimento de cepas bacterianas resistentes ao antibiótico, podendo prejudicar o tratamento de outras doenças. Antibióticos por padrão não atuam contra os vírus, mas o uso abusivo e desinformado de antibióticos durante a pandemia tem sido associado a um aumento nos casos de gonorreia resistente ao antibiótico, podendo se tornar intratável. O medicamento só tem utilidade demonstrada no quadro geral da infecção por covid-19 se ao mesmo tempo surgirem infecções por bactérias sensíveis a este medicamento.

## Marcas comerciais
- Azitromicina (EMS)
- Astro (Eurofarma)
- Azi (Sigma Pharma)
- Azimed (Grupo Cimed)
- Azitromed (Medquímica)
- Azimix (Ativus)
- Azitrolab (Multilab)
- Azitron (Mabra)
- Clindal (Merck)
- Selimax Pulso (Libbs)
- Tromizir (Belfar)
- Zidimax (Laboris)
- Zimicina (Sandoz)
- Zithromax (Pfizer)
- Zitroneo (Neo Química)
- Azicin (Cristália)

## Tipo de ação e Interações
A azitromicina administrada por via oral sofre rápida absorção e distribui-se amplamente por todo o organismo, exceto no cérebro e no LCS. A administração concomitante de antiácidos que contêm alumínio e hidróxido de magnésio diminui as concentrações séricas máximas do fármaco, mas não a sua biodisponibilidade global. A azitromicina não deve ser administrada com alimento.

## Modo de uso
A azitromicina deve ser administrada 1 hora antes ou 2 h após as refeições, quando utilizada por via oral. 